# Zostrianos
Zostrianos é um texto Gnóstico Setiano parte dos Apócrifos do Novo Testamento. A principal cópia que chegou até os nossos dias vem da Biblioteca de Nag Hammadi (Códice VIII). Contudo, ela está muito danificada, com palavras ilegíveis.

## Conteúdo
Assim como Marsanes (no Códice X) e Alógenes (Códice XI), o texto trata de uma visão recebida por um tal Zostrianos, explicando e enumerando em grande detalhe as emanações que os Gnósticos acreditam serem produzidas por Deus na cosmogonia Gnóstica. Indicações no texto fazem crer que os Setianos já tinham desenvolvido ideias Monistas, um tema do Platonismo que acredita-se ter se tornado parte do Setianismo por volta do final do século III.